# Aye-aye
Daubentonia madagascariensis
Infra-ordre
Famille
Genre
Espèce
Statut de conservation UICN

 EN A2cd+4cd : En danger
Statut CITES
L'aye-aye (Daubentonia madagascariensis) est une espèce de primate strepsirrhinien qui vit à Madagascar. C'est la seule espèce du genre Daubentonia, lui-même seul membre de la famille des daubentonidés. Elle est considérée comme vulnérable à l'extinction selon l'Union internationale pour la conservation de la nature (UICN).

## Description
L'aye-aye est un primate très particulier qui a des caractères dérivés nombreux et assez singuliers. Ses incisives rappellent celles des rongeurs, ses oreilles celles des chauve-souris et sa queue celle des écureuils. Enfin, il possède une adaptation particulière, le troisième doigt de la main est extrêmement allongé. Il a un mode de vie arboricole, ce qui le fait occuper une niche écologique voisine de celles des pics ou des écureuils sur les autres continents comme l'Europe.
Il mesure de 75 à 90 cm de long – dont 44 à 53 pour la queue – et pèse de 2 à 3 kg. Les deux sexes sont apparemment impossibles à identifier.
Il est insectivore et frugivore. Il déloge des larves d'insectes xylophages qu'il détecte en tapotant les troncs avec son doigt spécialisé et auxquelles il accède en élargissant les orifices en déchiquetant les couches supérieures avec ses incisives et qu'il déniche finalement avec son grand doigt muni d'une griffe. À d'autres périodes de l'année, c'est pour extraire le cœur spongieux des gales sur les branches d'Eugenia que son doigt spécialisé lui est utile.
C'est le seul des primates à posséder 18 dents. En effet, les espèces du sous-ordre des strepsirrhinien, dont l'aye-aye fait partie, possèdent généralement 36 dents (2 incisives, 1 canine, 3 prémolaires et 3 molaires par demi-mâchoire). Le Daubentonia est une exception et on assiste à une oligodontie (réduction importante du nombre de dents). En effet, celui-ci a perdu: 4 incisives, les 4 canines, et 10 prémolaires (4 au niveau de l'arcade supérieure, et 6 au niveau de l'arcade inférieure). Le Daubentonia ne présente plus de canine, ni de prémolaire au niveau de l'arcade dentaire inférieure.
L'aye-aye est un animal en général solitaire et nocturne, discret et difficile à observer.
Il construit des nids de feuilles généralement de forme ovoïde avec un trou d'une quinzaine de centimètres de diamètre dans les badamiers (Terminalia sp.), les hintsinas (Afzelia bijuga),les copaliers (Trachylobium verucosum), les manguiers, les litchis et les cocotiers, souvent très haut entre 10 et 15 m au-dessus du sol. Il possède fréquemment de deux à cinq nids.
La gestation de la femelle aye-aye est de 166 jours. Après sa naissance il doit rester environ un an avec sa mère.

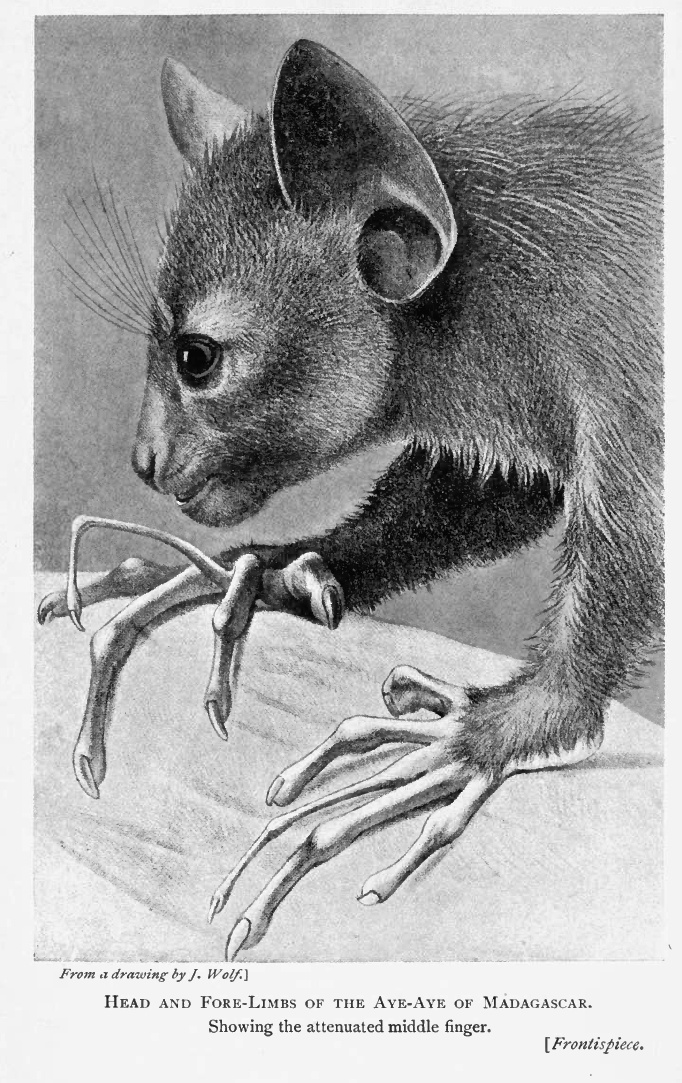
Illustration de Joseph Wolf montrant le 3e doigt allongé

## Découverte, classification et taxinomie
L'aye-aye a été décrit pour la première fois par Pierre Sonnerat dans son Voyage aux Indes orientales et à la Chine, publié en 1782. Le naturaliste allemand Johann Friedrich Gmelin le nomme Sciurus madagascariensis et le place donc parmi les écureuils (genre Sciurus). En 1795, Étienne Geoffroy Saint-Hilaire propose de lui créer un genre particulier, qu'il nomme Daubentonia, en l'honneur de son mentor Louis Jean-Marie Daubenton. Georges Cuvier, pour qui l'aye-aye est un rongeur, renomme le genre en Cheiromys avec l'accord de Geoffroy, car « l'usage de donner des noms d'homme n'est point reçu en zoologie comme en botanique ».

### Phylogénie
Phylogénie des infra-ordres actuels de primates, d'après Perelman et al. (2011) :
|  | Simiiformes (singes)    |
|  |                         |
|  | Tarsiiformes (tarsiers) |
|  |                         |

|  | Lorisiformes (loris, galagos…)                                                          |
|  |                                                                                         |
|  | \| \| Chiromyiformes (l'aye-aye) \| \| \| \| \| \| Lemuriformes (lémuriens) \| \| \| \| |
|  |                                                                                         |
|  | Chiromyiformes (l'aye-aye)                                                              |
|  |                                                                                         |
|  | Lemuriformes (lémuriens)                                                                |
|  |                                                                                         |

|  | Chiromyiformes (l'aye-aye) |
|  |                            |
|  | Lemuriformes (lémuriens)   |
|  |                            |

|  | Simiiformes (singes)    |
|  |                         |
|  | Tarsiiformes (tarsiers) |
|  |                         |

|  | Lorisiformes (loris, galagos…)                                                          |
|  |                                                                                         |
|  | \| \| Chiromyiformes (l'aye-aye) \| \| \| \| \| \| Lemuriformes (lémuriens) \| \| \| \| |
|  |                                                                                         |
|  | Chiromyiformes (l'aye-aye)                                                              |
|  |                                                                                         |
|  | Lemuriformes (lémuriens)                                                                |
|  |                                                                                         |

|  | Chiromyiformes (l'aye-aye) |
|  |                            |
|  | Lemuriformes (lémuriens)   |
|  |                            |

### Sous-espèce
- †Aye-Aye géant (Daubentonia madagascariensis robusta)

## Répartition et habitat
Il vit dans la forêt de Madagascar et dans les cavernes à flanc de montagnes.

Répartition

## L'aye-aye dans la culture malgache
Daubentonia madagascariensis, appelé communément aye-aye par les populations locales, tient une place très particulière dans le bestiaire malgache. De multiples légendes courent sur cet animal aux mœurs nocturnes. Si le nombre d'individus a chuté au cours des dernières décennies, en revanche le mythe de l'animal maléfique s'est conservé, transmis de génération en génération. On  considère ainsi qu'il porte malheur s'il apparaît dans ou aux abords des habitations et qu'il possède des pouvoirs de sorcellerie grâce à son majeur démesuré, dont se servent les devins.

## L'aye-aye dans la culture internationale
L'aye-aye est principalement présent dans les films d'animation Madagascar et Rango.
La franchise de jeux vidéos Pokémon lui a aussi dédié une de ses créatures, « Tag-Tag » (9e génération).

## Galerie

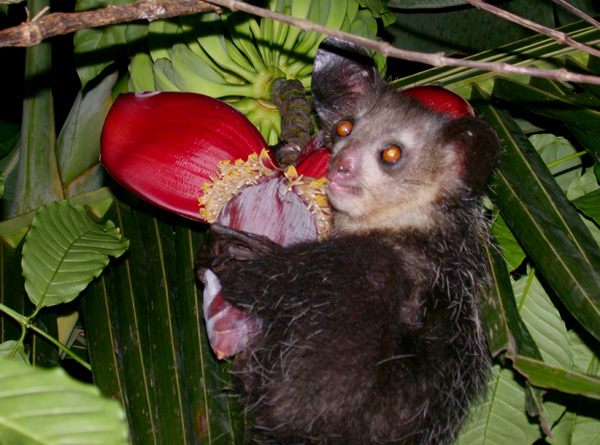
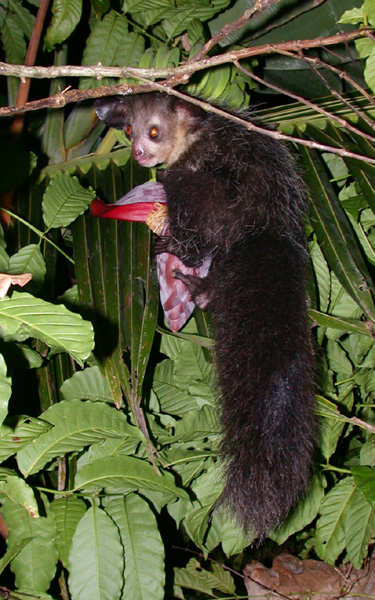
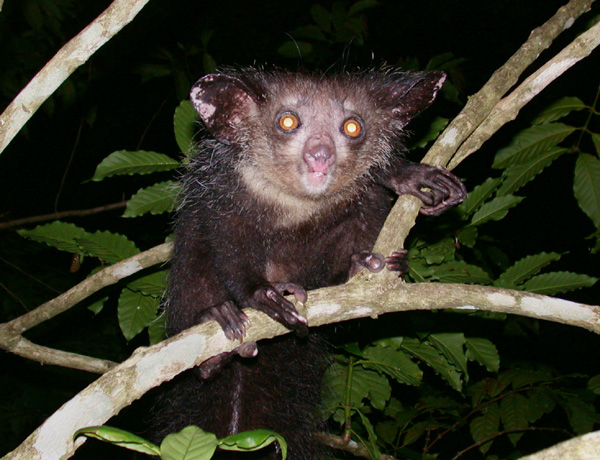
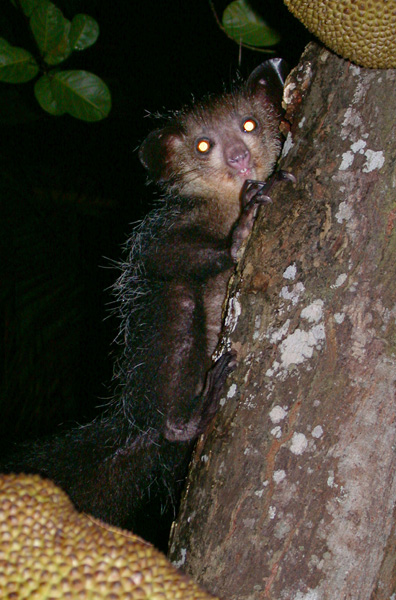
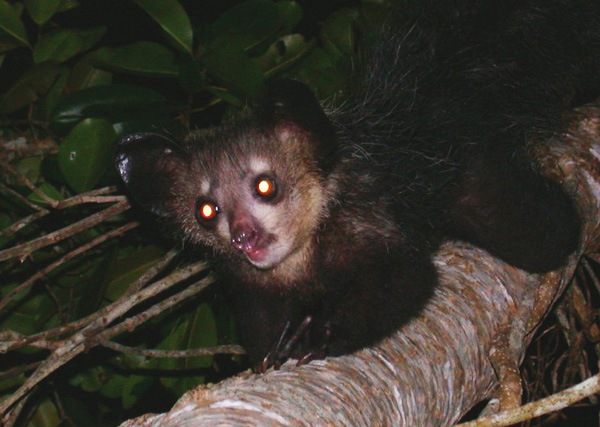
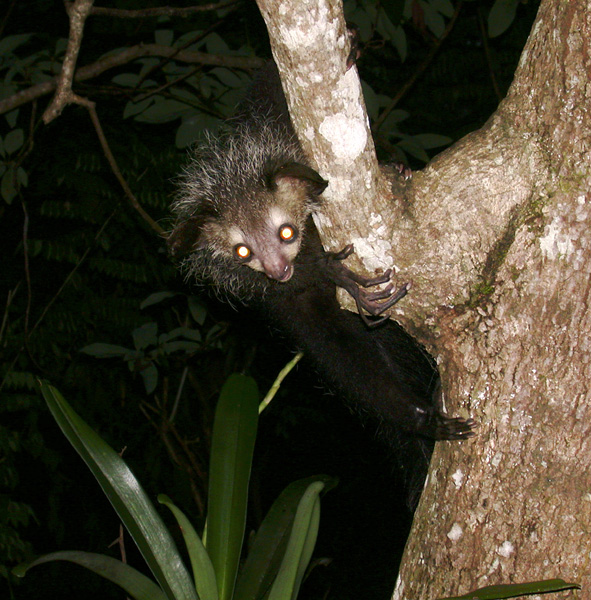

- Scan 3D d'un crâne de aye-aye

### Infra-ordre Chiromyiformes
- (en) Mammal Species of the World (3e  éd., 2005) : Chiromyiformes Anthony and Coupin, 1931
- (en) Animal Diversity Web : Chiromyiformes
- (en) NCBI : Chiromyiformes (taxons inclus)

### Famille Daubentoniidae
- (en) Mammal Species of the World (3e  éd., 2005) : Daubentoniidae  Gray, 1863
- (en) Catalogue of Life : Daubentoniidae Gray, 1863 (consulté le 11 décembre 2020)
- (en) Paleobiology Database : Daubentoniidae  Gray 1863
- (fr) CITES : taxon  Daubentonia madagascariensis (sur le site du ministère français de l'Écologie) (consulté le 13 mai 2015)
- (fr + en) ITIS : Daubentoniidae  Gray, 1863
- (en) Animal Diversity Web : Daubentoniidae
- (en) NCBI : Daubentoniidae (taxons inclus)
- (en) UICN : taxon  Daubentoniidae  (consulté le 5 janvier 2023)
- (fr + en) CITES : famille Daubentoniidae (sur le site de l’UNEP-WCMC)

### GenreDaubentonia
- (en) Catalogue of Life : Daubentonia É. Geoffroy Saint-Hilaire, 1795 (consulté le 11 décembre 2020)
- (en) Paleobiology Database : Daubentonia  Geoffroy 1795
- (fr + en) ITIS : Daubentonia  É. Geoffroy Saint-Hilaire, 1795
- (en) Animal Diversity Web : Daubentonia
- (en) NCBI : Daubentonia (taxons inclus)
- (en) UICN : taxon  Daubentonia  (consulté le 5 janvier 2023)
- (fr + en) CITES : genre Daubentonia (sur le site de l’UNEP-WCMC)
- (en) Mammal Species of the World (3e  éd., 2005) : Daubentonia É. Geoffroy, 1795

### EspèceDaubentonia madagascariensis
- (en) Mammal Species of the World (3e  éd., 2005) :  Daubentonia madagascariensis
- (fr + en) ITIS : Daubentonia madagascariensis  (Gmelin, 1788)
- (en) Animal Diversity Web : Daubentonia madagascariensis
- (en) NCBI : Daubentonia madagascariensis (taxons inclus)
- (en) UICN : espèce Daubentonia madagascariensis (Gmelin, 1788) (consulté le 13 mai 2015)
- (en) CITES : Daubentonia madagascariensis (Gmelin, 1788)  (+ répartition sur Species+) (consulté le 13 mai 2015)
- (en) Fonds documentaire ARKive : Daubentonia madagascariensis
- Fiche descriptive (en anglais)

## Menaces et conservation
Cette espèce est en danger d'extinction en raison de la déforestation mais est également victime de la chasse des Malgaches, beaucoup considérant l'animal comme un être maléfique. 
Le aye-aye est une des dix-huit espèces de primates de Madagascar à avoir été incluse entre 2000 et 2020 dans la liste des 25 espèces de primates les plus menacées au monde (2016 ; 2018). 